# BepiColombo Laser Altimeter
Das BepiColombo Laser Altimeter (BELA) ist ein Laseraltimeter und eines von insgesamt 11 Instrumenten an Bord des MPO (Mercury Planetary Orbiter) der BepiColombo-Mission zum Merkur, die am 20. Oktober 2018 gestartet wurde. BELA wird vom Physikalischen Institut der Universität Bern, dem Institut für Planetenforschung des Deutschen Zentrums für Luft- und Raumfahrt, dem Max-Planck-Institut für Sonnensystemforschung und dem  Instituto de Astrofísica de Andalucía in Zusammenarbeit mit Industriepartnern entwickelt und gebaut.
BELA sendet pro Sekunde 10 Laserpulse mit einer Pulsenergie von 50 mJ aus. Damit ist es möglich, aus Entfernungen von bis zu 1050 km zur Merkuroberfläche Messungen durchzuführen. BELA nutzt einen Nd:YAG-Laser, der bei einer Wellenlänge von 1064 nm arbeitet. Der von der Merkuroberfläche reflektierte Laserpuls wird vom Teleskop des Instrumentes auf eine Optik fokussiert und dann von einer Lawinenfotodiode detektiert.
Eine besondere Herausforderung in der Instrumentenentwicklung liegt in der Nähe zur Sonne und der damit verbundenen hohen Wärmeeinstrahlung auf die Raumsonde und das Instrument. Die Wärmestrahlung von der heißen Merkuroberfläche wirkt sich ebenfalls stark auf das Instrumentendesign aus. Am auffälligsten sind die Baffles, die den Laser sowie das Teleskop vor starker Sonnen- und Wärmestrahlung schützen. 